# 梅林 (生物学家)
梅林，神经生物学，中华人民共和国教育部长江学者讲座教授，美国乔治亚医学院分子医学与遗传学研究所所长，主要从事突触发育、精神分裂症分子机制等领域的研究工作。